# Drew Eubanks
Drew Eubanks (Starkville, Misisipi, 1 de febrero de 1997) es un baloncestista estadounidense que pertenece a la plantilla de Los Angeles Clippers de la NBA. Con 2,08 metros de estatura, juega en las posiciones de ala-pívot o pívot nato.

## Trayectoria deportiva

### Universidad
Jugó tres temporadas con los Beavers de la Universidad Estatal de Oregón, en las que promedió 11,7 puntos, 6,6 rebotes y 1,7 tapones por partido. En marzo de 2018 se declaró elegible para el Draft de la NBA, renunciando a su último año de universidad.

### Profesional
Tras no ser elegido en el Draft de la NBA de 2018, disputó con los San Antonio Spurs las Ligas de Verano de la NBA, en las que jugó seis partidos en los que promedió 6,7 puntos, 3,0 rebotes y 1,3 tapones.
El 17 de septiembre firmó con San Antonio un contrato dual, que le permite jugar también con el filial de la G League, los Austin Spurs.
Durante su cuarta temporada en San Antonio, el 10 de febrero de 2022, es traspasado junto a Thaddeus Young a Toronto Raptors, a cambio de Goran Dragić, pero es despedido tras completarse el intercambio. El 21 de febrero, firma un contrato de 10 días con Portland Trail Blazers. Firma un segundo contrato el 4 de marzo, un tercero el 14 de marzo, y un cuarto contrato de 10 días el 24 de marzo. Finalmente, el 1 de julio firma un contrato por un año con los Blazers.
En junio de 2023, firma por dos años con Phoenix Suns.
Tras un año en Phoenix, en julio de 2024, firma por dos temporadas y $10 millones con Utah Jazz.
El 1 de febrero de 2025 fue traspasado a Los Angeles Clippers junto con Patty Mills a cambio de Mo Bamba, P. J. Tucker, una selección de segunda ronda de 2030 y consideraciones en efectivo.

## Estadísticas de su carrera en la NBA

### Temporada regular
| Año     | Equipo        | PJ  | PT | MPP  | %TC  | %3P   | %TL  | RPP | APP | ROB | TPP | PPP  |
| ------- | ------------- | --- | -- | ---- | ---- | ----- | ---- | --- | --- | --- | --- | ---- |
| 2018-19 | San Antonio   | 23  | 0  | 4.9  | .577 | —     | .846 | 1.5 | .3  | .1  | .2  | 1.8  |
| 2019-20 | San Antonio   | 22  | 3  | 12.4 | .642 | 1.000 | .769 | 3.9 | .7  | .2  | .8  | 4.9  |
| 2020-21 | San Antonio   | 54  | 3  | 14.0 | .566 | 1.000 | .726 | 4.5 | .8  | .3  | .9  | 5.8  |
| 2021-22 | San Antonio   | 49  | 9  | 12.1 | .528 | .125  | .747 | 4.0 | 1.0 | .3  | .6  | 4.7  |
| 2021-22 | Portland      | 22  | 22 | 29.5 | .646 | .267  | .784 | 8.5 | 1.6 | .8  | .5  | 14.5 |
| 2022-23 | Portland      | 78  | 28 | 20.3 | .641 | .389  | .664 | 5.4 | 1.3 | .5  | 1.3 | 6.6  |
| 2023-24 | Phoenix       | 75  | 6  | 15.6 | .601 | 1.000 | .774 | 4.3 | .8  | .4  | .8  | 5.1  |
| 2024-25 | Utah          | 37  | 4  | 15.4 | .607 | .600  | .632 | 4.5 | 1.2 | .3  | .9  | 5.8  |
| 2024-25 | L.A. Clippers | 24  | 0  | 7.4  | .551 | .000  | .786 | 2.4 | .4  | .1  | .3  | 2.7  |
| Total   | Total         | 384 | 75 | 15.3 | .604 | .396  | .725 | 4.4 | 1.0 | .4  | .8  | 5.7  |

### Playoffs
| Año   | Equipo  | PJ | PT | MPP  | %TC  | %3P | %TL   | RPP | APP | ROB | TPP | PPP |
| ----- | ------- | -- | -- | ---- | ---- | --- | ----- | --- | --- | --- | --- | --- |
| 2024  | Phoenix | 3  | 0  | 12.5 | .583 | —   | 1.000 | 1.3 | .0  | .7  | .3  | 5.7 |
| Total | Total   | 3  | 0  | 12.5 | .583 | —   | 1.000 | 1.3 | .0  | .7  | .3  | 5.7 |

## Vida personal
Nació en Starkville (Misisipi) y su familia vivió en Louisville (Misisipi) antes de trasladarse a Troutdale (Oregón) con dos años.
Se casó con Hailey el 20 de agosto de 2022.